# Tuomo Turunen
Tuomo Turunen est un footballeur finlandais né le 30 août 1987 en (Finlande). Il évolue comme défenseur.

## Palmarès
Vierge